# Oświęcimski
Oświęcimski là một huyện thuộc tỉnh Małopolskie của Ba Lan. Huyện có diện tích 406 km². Đến ngày 1 tháng 1 năm 2011, dân số của huyện là 153705 người và mật độ 379 người/km².